# 真定路
真定路，元朝时设置的路。
元朝政府改真定府置，治真定县（今河北正定县）。属中书省。辖境相当今河北省阜平、灵寿、鹿泉、正定、新乐、定州、无极、晋州、藁城、栾城、赵县、宁晋、柏乡、临城、元氏、赞皇等县市地。明朝洪武初年，复为真定府。 